# Tokyopop
Tokyopop (tidigare Mixx) är ett amerikanskt serieförlag som publicerade japanska, koreanska och amerikanska serier, samt  japanska romaner i USA och Tyskland. Förlaget lade ner all sin utgivning 2011 men återkom senare och arbetar under 2013 med bland annat utgivning av manga för distribution till digitala medier.